# Stazione di Biella (1856)
La vecchia stazione di Biella era una stazione ferroviaria capolinea della Santhià-Biella, che sorgeva nell'attuale piazza Vittorio Veneto.
Essa fu dismessa nel 1958 a seguito dell'inaugurazione della variante di tracciato di Candelo, che collegò la ferrovia alla nuova stazione Biella San Paolo, capolinea della Biella-Novara, inaugurata nel 1939.

## Storia
La stazione fu inaugurata con l'apertura della linea l'8 settembre 1856.
Nel 1956 iniziarono i lavori per la costruzione di una variante di tracciato tra Candelo e Biella, volto ad accorpare le due linee ferroviarie biellesi a scartamento ordinario per avere un punto di gestione comune da un'unica stazione, rendendo possibile l'interscambio dei convogli e un miglioramento al servizio urbanistico. Tale opera fu inaugurata Il 23 febbraio 1958 e la stazione di Biella fu dunque dismessa e smantellata.